# قزل قیه
قزل قیه روستایی است که در استان اردبیل، شهرستان اردبیل، بخش هیر، دهستان هیر در فاصله ۲۲ کیلومتری روستای یایچی قرار دارد.

## جمعیّت
بر اساس سرشماری سال ۱۳۸۵ جمعیّت این روستا ۱۰۹۵ نفر با ۲۱۷ خانوار بوده‌است.